# Атои, Зулфия
Зулфия Атои  (род. 15 июня 1954 года, кишлак Калъаи Азим, Таджикская ССР) — таджикская поэтесса, писатель-романист, переводчик, член Союза писателей СССР, народный поэт Таджикистана.

## Биография
Родилась в кишлаке Калъаи Азим Ганчинского района Согдийской области. Там же окончила среднюю школу. В 1972 году успешно сдала вступительные экзамены и поступила на филологический факультет Таджикского госуниверситета, затем продолжила образование в Литературном институте г. Москвы.
В 1977 году окончила Литературный институт им. М.Горького в Москве и была направлена на работу в Таджикскую ССР
Член Союза писателей СССР с 1979 года.
С 1979 по 1993 гг. — работала в качестве корреспондента на различных должностях в газетах «Тоджикистони Совети» (сейчас «Джумхурият») и «Омузгор».
С 1993 года главный редактор женского журнала «Фируза».
Лауреат премии Ленинского комсомола Таджикской ССР, премии Союза писателей Таджикистана им. А. Лахути (2005).
Живёт в Душанбе.Преми имени А.Лахути это  премии Союза журналистов Таджикистана , а не Союза писателей Таджикистана.Исправте ошибки!

## Творчество
Первые стихотворения напечатала в районной газете в 1975 году.
Автор 15 поэтических сборников, в том числе на русском языке «Весенняя птица» (2004), «Дикая звезда» на персидском и «Избранное» (2009), а также повести «Горе не продают». Цикл её стихов опубликован в переводе на русском, английском, французском, немецком, арабском, украинском, румынском, киргизском языках. На русский язык почти все стихи Зулфии Атои переводили отечественные поэтессы. Новый сборник Зулфии (в переводе Т.Смертиной) называется «Весенняя птица».

## Награды
Награждена Орденами «Шараф» (1997), «Сердце Данко» Совета общественных организаций Санкт-Петербурга и Москвы, Санкт-Петербургского театра оперы и детей (2011).
Дипломант Международного конкурса ЮНЕСКО «Современные аспекты поэзии».
Лауреат Международной литературной премии «Парвин Эътисоми» (Иран) и «Золотой павлин» (Санкт-Петербург).

## Поэзия
«Не сломай»
Ты мне крылья не сломай, Ты мне ветви не сломай. Эти сломанные ветви, Крылья мертвые как плети -Бесполезны, хоть бросай!
Ты мне крылья не сломай, Ты мне ветви не сломай. Я юна и я вольна, Песнь свою допеть должна. Милый, ласково внимай!
«Камни осуждения»
С любимым под руку идти — не позорно: И платье короткое — нет, не позор. Серег золотых не иметь — не позорно, Коль ум украшает твой взор.
Позор — это ложь, себялюбье, обманы. Предательство — вот есть бесчестия грязь! А золотом низкую душу украсить -Позорнее можно ли пасть?.
«Яд предательства»
А я ради верности друга смогу -
В ответ не остаться в долгу:
Мученья и ад и все пытки приму -
Чтоб верность не канула в тьму!
Пусть сломит судьба, но тебя не предам,
А хочешь — и жизнь я отдам. Но только ты в чашу мою в вихре дней,
Мой друг, яд измены не лей!